# Facegen
FaceGen è un software di computer grafica 3D per la generazione di volti umani maschili e femminili prodotto dalla Singular Inversions. 
Viene usato quando c'è l'esigenza di generare un vasto insieme di possibili volti. È stato impiegato ad esempio nella creazione dei personaggi dei videogiochi The Elder Scrolls IV: Oblivion e Football Manager 2008.
Può creare inoltre volti partendo da una o due fotografie consentendo poi di modificarli in vari modi.
FaceGen è in uso presso vari dipartimenti di polizia al fine di generare modelli 3D dei sospettati.

## Approccio
Anche se FaceGen genera i propri modelli in 3D tramite mesh convenzionali, usa in seguito una serie di parametri che permettono di definire nel dettaglio il volto. Sono presenti una serie di algoritmi in grado di aggiustare l'età apparente del modello, oltreché la razza ed il sesso. Sono presenti una serie di controlli per impostare e controllare le espressioni facciali e le espressioni fonetiche, ovvero quelle espressioni prodotte dal viso mentre viene pronunciata una lettera dell'alfabeto.